# Алимпий (Кузьмин)
Епископ Алимпий (в миру Авдей Кузьмин; 1827, Шура-Копиевская, Брацлавский уезд, Подольская губерния, Российская империя — 20 января [1 февраля] 1899, Галац) — епископ Древлеправославной Церкви Христовой (старообрядцев, приемлющих белокриницкую иерархию), епископ Тульчинский (1878—1899).

## Биография
Родился в 1827 году а селе Шура Копиевская в Брацлавском уезде Подольской губернии (ныне Тульчинский район Винницкой области).
В 1836 году перечислен в разряд измаильских мещан.
В 1840-е годы проживал в Килие.
15 августа 1878 года архиепископом Славским Иринархом и епископом Измаильским Виссарионом рукоположён во епископа Тульчинского.
В 1883 году стал наместником Белокриницкой митрополии с оставлением за ним Тульчинской епархии.
Скончался 20 января 1899 года в Галаце, где и погребён.